# موسيقى قطر
تعتمد موسيقى قطر على الشعر والأغاني والرقص التراثي البحري. تؤدي الرقصات الشعبية في الدوحة مساء الجمعة؛ مثل رقصة العرضة، والتي تتم على أنغام الطبول ويصاحبها إلقاء قصائد تراثية.

## الشيلة
شيلة هي فن شعبي من المورث الشعبي في دول الخليج العربي، وتعتبر الشيلة أحد أنواع الحداء، وهو التغني بالشعر، وتختلف الشيلة عن الموال والغناء، بأن الموال تكثر فيه أحرف المد، وهو أقرب للغة العادي مع كثرة المدّ، أما الغناء فيكون بالآلات الموسيقية، والشيلة أقرب للغناء، ويستخدم فيها ألحان غنائية بدون المعازف.

### موسيقى البحر

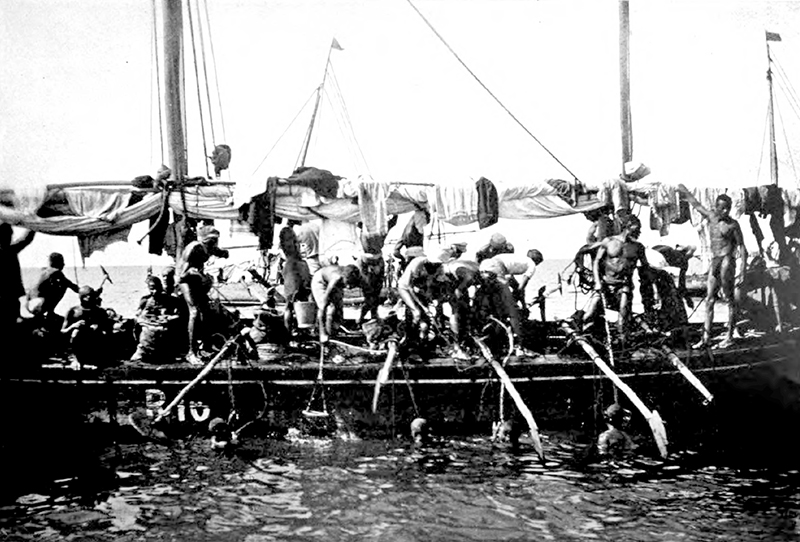
غواصو اللؤلؤ في الخليج العربي.

### الرقص

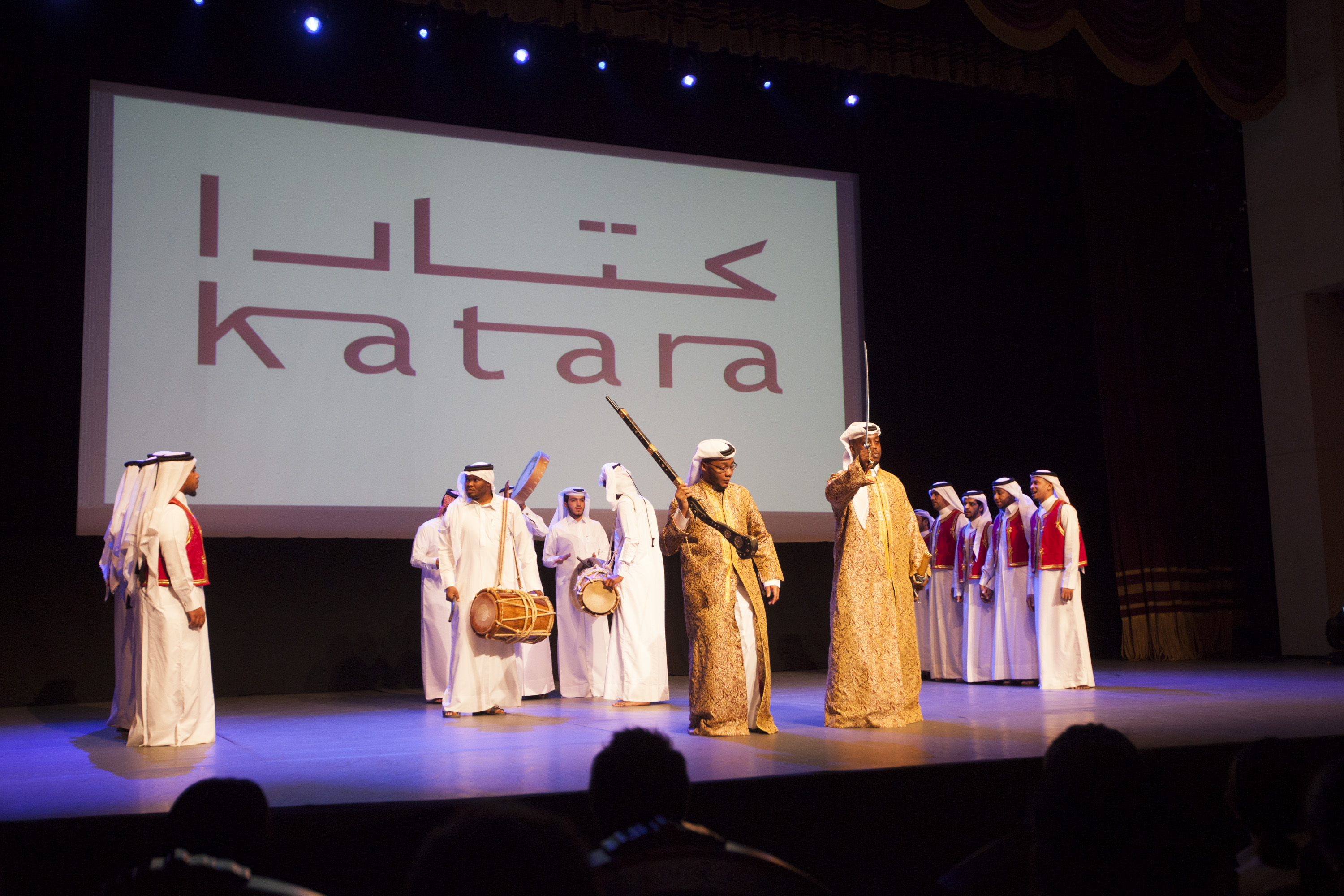
راقصون قطريون يؤدون رقصة تقليدية.